# 716
716(칠백십육)은 715보다 크고 717보다 작은 자연수다.

## 수학
- 합성수로, 그 약수는 1, 2, 4, 179, 358, 716이다. 진약수의 합은 544이므로, 716은 부족수다.
- {\displaystyle 716=6^{2}+14^{2}+22^{2}}
  - 공차가 8인 세 자연수의 제곱합으로 나타낼 수 있는 수다. 이 성질을 지닌 앞의 수는 635, 다음 수는 803이다.

## 과학
- NGC 716(영어판): 양자리 방향에 있는 막대나선은하.
- 716 버클리(영어판): 소행성.

## 교통

### 철도
- 서울 지하철 7호선 공릉역의 역번호.

### 도로
- 716번 지방도: 전북특별자치도 김제시 교월동에서 전주시 완산구까지 이어지는 대한민국의 지방도.
- 현도 제716호선

## 군사
- 716 해군 항공대(영어판): 과거 존재한 영국의 해군 항공대.
- U-716(영어판): 제2차 세계 대전에 사용된 나치 독일의 군용 잠수함.

## 문화유산
- 대한민국의 보물 제716호: 김길통 좌리공신교서

## 기타
- 날짜: 7월 16일
- 연도: 716년, 기원전 716년
- 무지개의 색깔인 ‘일곱 빛깔’을 뜻하는 일본어 단어 ‘나나이로(なないろ)’의 숫자 고로아와세.